# Comuna de Raków
Raków (polaco: Gmina Raków) é uma gminy (comuna) na Polónia, na voivodia de Santa Cruz e no condado de Kielecki.
De acordo com os censos de 2006, a comuna tem 6090 habitantes, com uma densidade 30,5 hab/km².

## Área
Estende-se por uma área de 191,09 km².

## Demografia
Dados de 30 de Junho 2004:
|                      | Total   | Total | Mulheres | Mulheres | Homens  | Homens |
| -------------------- | ------- | ----- | -------- | -------- | ------- | ------ |
|                      | pessoas | %     | pessoas  | %        | pessoas | %      |
| População            | 5824    | 100   | 2847     | 48,9     | 2977    | 51,1   |
| Densidade (pop./km²) | 30,5    | 100   | 14,9     | 14,9     | 15,6    | 15,6   |

De acordo com dados de 2005, o rendimento médio per capita ascendia a 2074,62 zł.